# 福清侨乡报
福清侨乡报是中華人民共和國福建省福清市唯一的紙質媒體，每周出版五期，本土有效發行量四萬份。

## 历史
《福清时报》於1993年10月创刊，由中共福清市委主管、主办，当时报社位于福清市市政府大院内。2005年《福清时报》更名《玉融乡音》，2007年《玉融乡音》更名《福清侨乡报》，报社迁福清市元洪路广电大楼。

## 影响
人民网在其人民导航-媒体导航中与《福建日报》等并列

## 报社重要事件
2004年，《福清时报十年作品选集》由中国文联出版社出版，市委副书记陈德栋题字，原市委常委、宣传部部长林文芳作序。分《侨乡新鲜事》、《消息》、《通讯》、《视点新闻》、《述评》、《新闻评论》、《文艺作品》七个部分。
2003年于党政部门报刊治理工作中停办，实际上仍有发行。